# 白樹標
白樹標（1948/1949年—），加拿大政治人物，1996年至2013年間以卑詩自由黨黨員身份擔任卑詩省議會議員，先後代表奧卡拿根—邊界選區（1996年-2001年）、彭蒂克頓—奧卡拿根谷選區（2001年-2009年）和彭蒂克頓選區（2009年-2013年）。他曾於自由黨執政期間在省長金寶爾內閣中擔任稅務廳長和水陸空保護廳長，並曾於2005年-13年間出任卑詩省議會議長。

## 生平
白樹標於卑詩省南部內陸奧利佛土生土長，從政前營辦卡車運輸公司並曾任志願消防員。他亦曾任53號校區學務委員達18年，當中八年出任該校區主席。他與妻子艾德娜（Edna）育有三子。
他獲卑詩自由黨黨魁金寶爾招攬，於1996年省選代表該黨競逐省議會奧卡拿根—邊界選區議席，險勝該區在任省議員百利而首度當選。自由黨在野期間，他出任官方反對黨評議員，負責農業、運輸及公路、和原住民事務等議題。奧卡拿根—邊界選區於2001年省選前解散重組，白樹標改為競逐彭蒂克頓—奧卡拿根谷選區（Penticton-Okanagan Valley）議席並告連任。自由黨贏取該屆省選上台執政，白樹標於同年6月獲省長金寶爾任命為稅務廳長，2004年1月則改任水陸空保護廳長（相當於環境廳長）。
他於2005年省選連任後，於同年9月獲推選為省議會議長。2009年省選他於重新命名的彭蒂克頓選區連任省議員，並留任省議會議長。卑詩省審計總長於2012年發表報告，指省議會內部未有跟從基本會計及開銷守則，如向申報開銷的省議員問取收條。作為議長的白樹標負責省議會預算（2012年達6300萬元），因此面臨非議。他於2012年8月宣布不會在翌年省選競逐連任，2013年5月省議員任期屆滿時卸任。

## 外部連結
- （英文）卑詩省議會網站 白樹標議員簡介 （页面存档备份，存于）